# Bank van Roeselare-Tielt
De Bank van Roeselare-Tielt was actief tussen 1906 en 1919. Het kapitaal was voor de helft in handen van de Société Génerale en werd voor de andere helft bijeengebracht door particulieren uit de streek. Deze bank mag niet verward worden met de onafhankelijke Bank van Roeselare, die pas in 1925 van start ging onder de benaming Middenstandsbank.

## Oprichting
De bank werd opgericht op 18 augustus 1906 krachtens akte verleden voor notaris Edmond Wyffels te Roeselare, als Banque de Roulers-Thielt. De bank werd gepatroneerd door de Société Générale, maar was via aandeelhouders uit de streek ook lokaal verankerd. Dit was een gebruikelijke procedure, ook toegepast door de Banque de Bruxelles, de andere grootbank uit die periode. De meest vooraanstaande aandeelhouders waren Jan Mahieu, burgemeester van Roeselare, en Henri Loontjens uit Tielt, beiden invloedrijke politici van katholieke strekking.
Eind 1908 vestigde de bank zich in een nieuw, prestigieus gebouw in de rue des Arts (thans Henri Horriestraat) te Roeselare. Er werden kantoren geopend in Tielt en Izegem. In 1913 werd in Diksmuide de bank Baert & Hosten overgenomen.
Bij het begin van de Eerste Wereldoorlog werd het gebouw in Roeselare zwaar beschadigd; de administratie werd overgebracht naar de Koningsstraat in Brussel, zetel van de Société Générale. Bestuurder Jan Mahieu was wegens de onveilige situatie in Roeselare ook naar Brussel verhuisd. 
De vestigingen Izegem en Tielt bleven open, deze laatste onder leiding van Franz Loontjens, zoon van de in 1913 overleden mede-oprichter Henri Loontjens (1832-1913). Franz zou later zijn carrière voortzetten bij de Société Générale.
In 1915 en 1917 werd de bank door de Duitse bezetter verplicht om deel te nemen in de leningen om de oorlogstaksen te betalen.

## Opslorping door de Banque de Courtrai
Eind 1919 werd de Bank van Roeselare-Tielt opgeslorpt door de Banque de Courtrai, eveneens een dochter van de Société Générale. In 1934 werd ook de Banque de Courtrai opgeslorpt door de Société Générale. De huidige kantoren van BNP Paribas Fortis zijn, via fusies en naamsveranderingen, de opvolgers van de kantoren uit die periode en zijn in sommige gevallen nog op dezelfde plaats gevestigd.